# Nealchornea
Nealchornea es un género de plantas con flores perteneciente a la familia Euphorbiaceae con dos especies. era un género con una sola especie hasta que Nealchornea stipitata fue descubierta recientemente. Es originario del sur de América tropical.

## Taxonomía
El género fue descrito por Jacques Huber y publicado en Boletim do Museo Goeldi de Historia Natural e Ethnographia. Belém. 7: 297. 1913. La especie tipo es: Nealchornea yapurensis Huber	

## Especies aceptadas
A continuación se brinda un listado de las especies del género Nealchornea aceptadas hasta octubre de 2012, ordenadas alfabéticamente. Para cada una se indica el nombre binomial seguido del autor, abreviado según las convenciones y usos.
- Nealchornea stipitata B.Walln.
- Nealchornea yapurensis Huber